# Euryopa brasiliensis
Euryopa brasiliensis är en skalbaggsart som beskrevs av Wittmer 1976. Euryopa brasiliensis ingår i släktet Euryopa och familjen Phengodidae. Inga underarter finns listade i Catalogue of Life.